# Doll Revolution
Doll Revolution (с англ. — «Кукольная революция») — четвёртый студийный альбом американской группы The Bangles, вышедший в 2003 году: 3 марта в Великобритании и 23 сентября в США.

## История
В 1996 году Сюзанна Хоффс высказала идею о возможном воссоединении The Bangles. Поначалу Вики Питерсон отнеслась к этому скептически, но её сестра Дебби проявила интерес и возобновила сотрудничество с Сюзанной, написав совместно с ней несколько песен. В 1999 году им удалось уговорить Вики и Мишель Стил воссоздать группу. Первым шагом стала запись песни «Get the Girl» для фильма «Остин Пауэрс: Шпион, который меня соблазнил», снятого мужем Сюзанны Джеем Роучем. В 2000—2001 годах The Bangles провели гастрольное турне, по итогам которого собрали вырученные деньги и использовали их для записи нового альбома. Группа арендовала дом и работала в нём над будущим диском в присутствии своих детей, домашних животных и друзей.
По словам Вики Питерсон, изначально The Bangles трудились над тридцатью песнями, после отбора лучших их осталось пятнадцать. В альбоме присутствует только одна кавер-версия — заглавная песня «Tear Off Your Own Head (It’s a Doll Revolution)», написанная Элвисом Костелло и впервые вышедшая на его диске 2002 года When I Was Cruel. Не все композиции были сочинены непосредственно для «Doll Revolution» — «The Rain Song» и «Mixed Messages» ранее записывались группой Continental Drifters, в которой играла Вики.
Изначально альбом был издан в марте 2003 года в Европе. В США диск не выходил ещё полгода, поскольку у группы в тот период не было контракта с американским лейблом. На американском рынке «Doll Revolution» вышел под маркой Koch Records в комплекте с DVD, включающим видео, неизданные ранее треки и фотогалерею.
Большого успеха диск не снискал, добравшись в британском хит-параде лишь до 62-го места, в главный американский же и вовсе не попал, став 23-м в чарте альбомов, изданных на независимых лейблах. Высшей позиции в британском чарте синглов достигла песня «Something That You Said» (38-е место), «I Will Take Care of You» стала 79-й, а «Tear Off Your Own Head (It’s a Doll Revolution)» не смогла пробиться в хит-парад. В сотне американских хитов ни одного сингла не оказалось.

## Список композиций
| №   | Название                                          | Автор(ы)                                       | Основной вокал                  | Длительность |
| --- | ------------------------------------------------- | ---------------------------------------------- | ------------------------------- | ------------ |
| 1.  | «Tear Off Your Own Head (It’s a Doll Revolution)» | Элвис Костелло                                 | С.Хоффс                         | 3:57         |
| 2.  | «Stealing Rosemary»                               | С.Хоффс, Д.Питерсон, В.Питерсон                | В.Питерсон                      | 3:32         |
| 3.  | «Something That You Said»                         | Шарлотта Кэффи, С.Хоффс, В.Питерсон            | С.Хоффс                         | 4:16         |
| 4.  | «Ask Me No Questions»                             | Уокер Иглхарт, Д.Питерсон                      | Д.Питерсон                      | 3:26         |
| 5.  | «The Rain Song»                                   | Сьюзан Коусилл, В.Питерсон                     | В.Питерсон                      | 3:41         |
| 6.  | «Nickel Romeo»                                    | Стив ЛеГассик, Брайан Рэй, М.Стил              | М.Стил                          | 4:57         |
| 7.  | «Ride the Ride»                                   | С.Хоффс, Д.Питерсон, В.Питерсон, Даниэль Шварц | С.Хоффс, Д.Питерсон, В.Питерсон | 4:48         |
| 8.  | «I Will Take Care of You»                         | С.Хоффс, Диллон О’Брайан                       | С.Хоффс                         | 3:56         |
| 9.  | «Here Right Now»                                  | Д.Питерсон, Питер Рейфелсон                    | Д.Питерсон                      | 3:24         |
| 10. | «Single by Choice»                                | В.Питерсон                                     | В.Питерсон                      | 3:41         |
| 11. | «Lost at Sea»                                     | С.Хоффс, Д.Питерсон                            | Д.Питерсон                      | 3:55         |
| 12. | «Song for a Good Son»                             | М.Стил                                         | М.Стил                          | 4:01         |
| 13. | «Mixed Messages»                                  | В.Питерсон                                     | В.Питерсон                      | 3:19         |
| 14. | «Between the Two»                                 | М.Стил, Дэвид Уайт                             | М.Стил                          | 3:42         |
| 15. | «Grateful»                                        | Билл Боттрелл, С.Хоффс, Д.Шварц                | С.Хоффс                         | 4:59         |

## Участники записи
The Bangles:
- Сюзанна Хоффс — акустическая гитара, электрогитара, вокал
- Вики Питерсон — акустическая гитара, электрогитара, мандолина, вокал
- Мишель Стил — бас-гитара, акустическая гитара, электрогитара, вокал
- Дебби Питерсон — барабаны, акустическая гитара, перкуссия, вокал

| Приглашённые музыканты: - Диллон О’Брайан — акустические и электрогитары, электропианино «Wurlitzer» - Bangle Boys Choir: - Дэйв Грол — бэк-вокал - Джон Крук — бэк-вокал - Чик Волвертон — бэк-вокал - Грег Хилфман — клавишные - Чик Волвертон — клавишные - Грег Лис — гавайская гитара, педальная слайд-гитара | Приглашённые музыканты: - Питер Холсэппл — мандолина, аккордеон, клавишные - Тим Расселл — акустическая гитара, бэк-вокал (песня 9) - Ар Уолт Винсент — фисгармония - Дэвид Кэмпбелл — аранжировка струнных (песня 8) - Лиа Катц — альт - Мелисса Рейнер, Майкл Николсон — скрипка - Джиневра Мишам — виолончель |

| Продюсирование: - Брэд Вуд — продюсер, звукоинженер, микширование - Бернд Бургдорф — микширование (8) - Стивен Маркуссен — мастеринг | Оформление: - Отем де Уайлд — дизайн обложки, фотограф - Дейл Смит — дизайн обложки - Трина Маккиллен — фотограф |

## Позиции в чартах
| Чарт (2003)                         | Высшая позиция |
| ----------------------------------- | -------------- |
| Австрия (Ö3 Austria)                | 36             |
| Великобритания (UK Albums Chart)    | 62             |
| Германия (GfK Entertainment Charts) | 35             |
| США (Billboard Independent Albums)  | 23             |
| Швейцария (Schweizer Hitparade)     | 80             |